# بصری (دشتستان)
بصری، روستایی است از توابع بخش آب‌پخش در شهرستان دشتستان استان بوشهر ایران.

## جمعیت
این روستا در دهستان دشتی اسماعیل‌خانی قرار داشته و براساس سرشماری سال ۱۳۸۵ جمعیت آن ۱۶۱نفر (۳۴خانوار) می‌باشد.